# San Andrés (Santander)
San Andrés – miasto w Kolumbii, w departamencie Santander.